# جانينا سان ميغيل
جانينا ميلر سان ميغيل (من مواليد 14 نوفمبر 1990) هي ملكة جمال فلبينية توجت ملكة جمال الفلبين في مسابقة ملكة جمال الفلبين 2008. اكتسبت شهرة واسعة بسبب أدائها خلال فقرة سؤال وجواب حيث فقدت رباطة جأشها وأدلت بإجابة غير مركزة ومتخاذلة. حصل مقطع فيديو الحادثة على ملايين المشاهدات على موقع يوتيوب. وفي سبتمبر 2008 قدمت سان ميغيل استقالتها من لقبها مستشهدة بأسباب شخصية بما في ذلك وفاة جدها، لينتقل اللقب إلى وصيفتها الأولى دانيال كاستانو الذي ذهبت لتمثيل البلاد في مسابقة ملكة جمال العالم 2008.

## حياتها

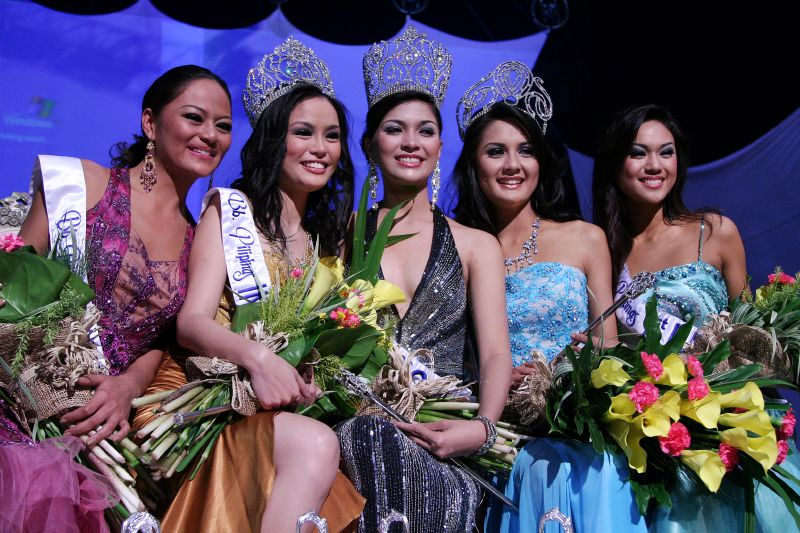
ملكة جمال الفلبين 2008 الفائزة بالجميلات جنيفر بارينتوس ب. الفلبين 2008

عاشت جانينا في مجمع سكني في كويزون سيتي، في مدينة مانيلا حيث انحدرت من أسرة فقيرة ضمن ثلاث إخوة تكبرهم رفقة والدها الذي كان يعمل سائق سيارة أجرة ووالدتها التي كانت غسالة ملابس.
إبان مسابقة ملكة جمال الفلبين 2008 كانت جانينا في الوقت نفسه طالبة اتصال إذاعي في سنتها الأولى في جامعة الشرق في مانيلا حيث كانت ترغب بتحقيق طموحها في أن تصبح مذيعة محترفة.
وقبل مشاركتها في مسابقة الجمال الوطنية حصلت جانينا سابقاً على المركز الثاني في مسابقتي "Mister and Miss UE" في مدرستها كما صرحت أنها انضمت إلى مسابقة ملكة جمال الفلبين 2008 للحصول على «تجارب وأصدقاء جدد وفرص جديدة».

## روابط خارجية
- جانينا سان ميغيل على موقع IMDb (الإنجليزية)